# Isla Boega
La Isla Boega (en portugués: Ilha da Boega) es una isla portuguesa que se encuentra en el río Miño entre las parroquias (freguesias) de Loivo y Gondarém, en el concejo de Vila Nova de Cerveira, distrito de Viana do Castelo.
Es una isla pequeña, con aproximadamente 1.400 m de longitud y 400 m de ancho, resultante de la acumulación de sedimentos arrastrados por el río, y su cobertura posterior de vegetación herbácea. La isla está bordeada por una hilera de árboles (alisos, sauces y acacias), con su interior forrado con hierbas utilizadas para el pastoreo.